# Elezioni presidenziali in Romania del 2009
Le elezioni presidenziali in Romania del 2009 si tennero il 22 novembre (primo turno) e il 10 dicembre (secondo turno) per la scelta del Presidente, eletto per un mandato di cinque anni.
Il voto vide la vittoria del presidente uscente Traian Băsescu, sostenuto dal Partito Democratico Liberale, che fu confermato nell'incarico per il secondo mandato consecutivo.
Il suo principale avversario fu il leader del Partito Social Democratico Mircea Geoană che, pur riuscendo a coalizzare contro Băsescu la maggior parte dei partiti d'opposizione, al ballottaggio fu sconfitto per uno scarto di 70.000 voti, pari ad una differenza di 0,5 punti percentuali tra i due candidati.
Accusando delle frodi elettorali, in un primo momento il PSD e i suoi alleati si rifiutarono di riconoscere il risultato del secondo turno e si rivolsero alla Corte costituzionale della Romania chiedendo la ripetizione del voto. Dopo il ricalcolo dei voti nulli, il 14 dicembre 2009 i giudici respinsero il ricorso e decretarono il successo di Traian Băsescu.
Tra gli altri candidati Corneliu Vadim Tudor si presentava alle elezioni presidenziali per la quarta volta, mentre George Becali per la seconda.
Il primo turno si tenne in concomitanza con due referendum costituzionali, convocati dal capo di Stato per la riduzione del numero dei parlamentari da 417 a 300 e per l'introduzione di un parlamento monocamerale.

## Sistema elettorale
Come conseguenza della riforma costituzionale del 2003, che aveva esteso il mandato del presidente da quattro a cinque anni, nel 2009 per la prima volta nella storia della Romania democratica le elezioni presidenziali erano disgiunte da quelle parlamentari, che avevano avuto luogo nell'anno precedente.
Il voto era regolato dalla legge 370/2004 e dalle prescrizioni dell'art.81 della costituzione.
L'elezione del presidente della Romania si svolgeva su due turni. Il ballottaggio tra i due candidati più votati era previsto solamente nel caso in cui nessuno dei due avesse ottenuto il 50% + 1 dei voti degli iscritti alle liste elettorali al primo turno. Per candidarsi alla funzione di presidente della Romania era necessario possedere la cittadinanza romena, aver compiuto 35 anni d'età (art. 37 della costituzione) e presentare all'Ufficio elettorale centrale le firme di almeno 200.000 sostenitori. Avevano diritto al voto i cittadini di almeno 18 anni d'età.
Il 2 settembre 2009 il governo adottò l'ordinanza d'urgenza n. 95, che esplicitava la possibilità per più partiti di sostenere un unico candidato costituendo una coalizione elettorale.
Il voto si svolgeva nella fascia oraria tra le 7:00 e le 21:00.

## Quadro politico
Le elezioni presidenziali del 2004 videro il successo di Traian Băsescu e della formazione di centro-destra che lo sosteneva, Alleanza Giustizia e Verità, coalizione composta da Partito Nazionale Liberale (PNL) e Partito Democratico (PD). Băsescu, proveniente dal PD, si insediò quale presidente della Romania, mentre il leader il leader del PNL Călin Popescu Tăriceanu assunse la guida del governo. Il rapporto tra le due cariche dello Stato fu caratterizzato da continui contrasti, emersi nell'estate del 2005 dopo il rifiuto del premier di dare le dimissioni per consentire la celebrazione di elezioni anticipate.
Al culmine delle dispute con il presidente della Romania, nell'aprile 2007 Tăriceanu decise di espellere il PD dal governo e di formare insieme all'UDMR un nuovo esecutivo che non godeva della maggioranza parlamentare, ma sostenuto esternamente e in modo discontinuo dal maggior gruppo di opposizione, il Partito Social Democratico (PSD) di Mircea Geoană, che ottenne ampie concessioni politiche.
Nel maggio 2007 il PNL si unì ai partiti di opposizione, fatta esclusione del PD, nell'appoggiare una proposta di impeachment contro Băsescu, ritenuto reo di aver violato la costituzione e il principio di imparzialità della sua funzione. Il referendum del 19 maggio per la sua destituzione, tuttavia, non raggiunse il quorum e il presidente poté rientrare in carica dopo una breve sospensione.
In seguito al risultato equilibrato delle elezioni parlamentari del 2008 il capo di Stato favorì la nascita di un governo di grande coalizione tra Partito Democratico Liberale (partito successore del PD) e PSD. Quale primo ministro fu incaricato il leader del PDL Emil Boc. Il funzionamento della maggioranza fu costantemente compromesso da dissensi interni a causa di profonde divergenze ideologiche, mentre i due partiti concorsero da rivali alle elezioni europee del 7 giugno 2009. Nell'ottobre 2009, dopo le critiche rivolte agli alleati da parte del ministro degli interni in area PSD Dan Nica, che accusava il PDL di preparare una frode elettorale per consentire la rielezione di Băsescu a presidente della Romania, si aprì una crisi di governo che portò il PSD a uscire dalla maggioranza.
Il 13 ottobre il governo Boc fu costretto alle dimissioni da una mozione di sfiducia appoggiata da PSD, PNL, UDMR e partiti delle minoranze etniche, che sostenevano l'ipotesi di un nuovo esecutivo guidato da Klaus Iohannis (PNL). Nonostante le proteste dell'opposizione, il 15 ottobre Băsescu incaricò del ruolo di premier designato l'economista Lucian Croitoru, la cui nomina fu bocciata dal parlamento il successivo 4 novembre 2009. Il capo di Stato, quindi, il 6 novembre optò per Liviu Negoiță (PDL), la cui proposta non arrivò mai in discussione alle camere a causa delle imminenti elezioni presidenziali. Il presidente in carica biasimò i partiti d'opposizione di impedire una soluzione alla crisi politica in un momento economico delicato. La tornata elettorale, infatti, si celebrò nel contesto della grande recessione globale, mentre a livello istituzionale il paese era condotto da un governo ad interim.
Per tutto il mandato, tra il 2004 e il 2009, l'opposizione si scontrò con Băsescu a causa del suo stile presidenziale incline al protagonismo politico, riassunto nell'espressione di "presidente giocatore". Il capo di Stato, infatti, pur al costo di prolungati conflitti istituzionali, utilizzò al massimo le proprie attribuzioni, facendo continuo ricorso alle prerogative riconosciutegli dalla costituzione, quali la sospensione dei ministri, il rifiuto di nomina di nuovi membri del governo, la convocazione di referendum consultivi, la negazione della promulgazione delle leggi e l'appello alla Corte costituzionale contro l'attività di governo e parlamento.

## Campagna elettorale
Come notato da diversi osservatori, le elezioni presidenziali del 2009 furono caratterizzate dalla polarizzazione della lotta politica tra i sostenitori di Băsescu e i suoi oppositori. Per tale motivo nel corso della campagna elettorale il dibattito sui programmi e sull'andamento dell'economia passò in secondo piano.

### Traian Băsescu

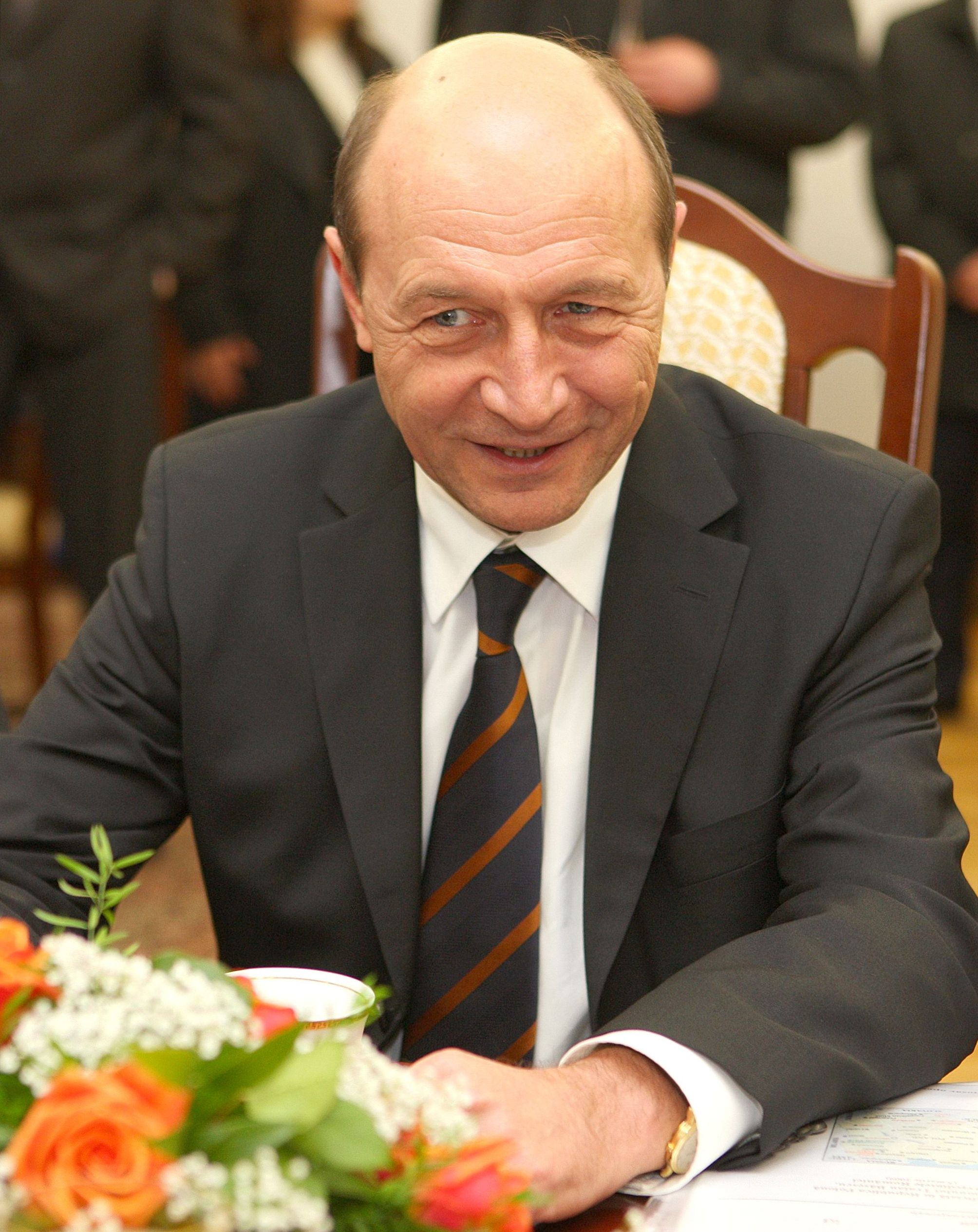
Traian Băsescu nel 2009.

Il presidente uscente presentò la candidatura all'Ufficio elettorale centrale il 21 ottobre 2009. Il capo della campagna elettorale fu Gheorghe Flutur, che fu assistito dal portavoce ufficiale del presidente, Sever Voinescu, e dal responsabile della comunicazione tra lo staff per la campagna del candidato e il PDL, Sulfina Barbu. Gli slogan principali furono «Băsescu per la Romania» («Băsescu pentru România») e «Băsescu lotta per te» («Băsescu luptă pentru tine»).
Il 9 novembre 2009 il PDL strinse un accordo con la fazione del Partito Nazionale Contadino Cristiano Democratico (PNȚCD) guidata da Marian Petre Miluț, che prevedeva il sostegno del partito alla candidatura di Băsescu e una futura fusione tra i due gruppi.
La campagna elettorale sul territorio fu caratterizzata da eventi di livello regionale nelle grandi città (Iași, Bacău, Craiova, Brăila, Cluj-Napoca e Sibiu), fatta esclusione della capitale Bucarest.
In seguito al fallimento del referendum per il suo impeachment del 2007, Băsescu rafforzò i proclami contro i partiti che avevano votato per la sua destituzione, percepiti come corrotti, antiriformisti e guidati dagli interessi occulti dei magnati del mondo dei media. La campagna elettorale si basò su una serie di messaggi giustizialisti e populisti, che sottolineavano le colpe dei parlamentari per il degrado politico e per la povertà della popolazione e che invocavano la necessità di fare ordine nella classe politica. L'obiettivo retorico era quello di rendere il sistema politico efficiente e responsabile di fronte ai cittadini. Su questo punto nella stessa giornata del voto presidenziale, Băsescu convocò un referendum per l'introduzione di un parlamento monocamerale composto da trecento membri.
Pur da presidente in carica, Băsescu provò a presentarsi come un contendente esterno che si ribellava ai soprusi dei partiti parlamentari che gli si opponevano. Il messaggio del candidato sostenuto dal PDL creava volontariamente una dicotomia tra due sistemi di valori contrapposti, cioè la presunta genuinità e onestà del popolo, che contrastava la «partitocrazia finanziata da oligarchie mediatiche che vogliono spartirsi le risorse del paese», come definita dallo stesso Băsescu nel corso di un meeting elettorale tenutosi a Iași il 1º novembre 2009. Băsescu pretendeva di rappresentare la voce del popolo contro partiti e oligarchi, al di sopra degli interessi e della corruzione nella politica.
Fece spesso ricorso in termini negativi ai concetti di "322", in riferimento al numero di parlamentari che nel 2007 aveva approvato il rapporto della commissione istituita per il suo impeachment, e di "moghul", cioè i ricchi e controversi proprietari di emittenti televisive che lo contestavano e che avevano influenza sulla vita politica ed economica del paese. Băsescu accusò ripetutamente il candidato del PSD Mircea Geoană di essere una marionetta nelle mani dei cosiddetti "moghul" o di più carismatici personaggi politici del passato, quali l'ex presidente Ion Iliescu.
Pur risultando in vantaggio nei sondaggi prevoto per il primo turno, nel corso del 2009 si ritrovò a far fronte a un calo della propria popolarità (passò dal 57% del mese di gennaio al 33% di settembre). Tra le motivazioni indicate dagli analisti vi fu l'eccessiva vicinanza al PDL, di cui aveva appoggiato le iniziative di governo e il cui programma politico del 2008 si era rivelato inapplicabile a causa della crisi economica. I suoi detrattori lo accusavano di una falsa retorica riformista volta a rafforzare il proprio potere. Nel 2009 l'opposizione si unì per contrastarlo e crebbe fino a includere un cospicuo gruppo di intellettuali e oltre l'80% dei media del paese.
Stampa e televisioni private, i cui esempi più lampanti erano le emittenti Antena 3 di Dan Voiculescu e Realitatea TV di Sorin Ovidiu Vântu, portarono avanti delle campagne aggressive contro il presidente della Romania, sostenendo apertamente i candidati dei partiti d'opposizione. La televisione di Stato, la TVR, seguì la stessa linea editoriale.
Un moderato calo di circa il 5% si verificò anche nelle aree della Transilvania ad elevato popolamento di cittadini di etnia ungherese. Negli anni precedenti il discorso anticorruzione del presidente aveva attirato le simpatie delle ali radicali dell'Unione Democratica Magiara di Romania formatesi intorno alla figura di László Tőkés. Nel corso del mandato presidenziale, tuttavia, prese posizione contro il riconoscimento del Kosovo, che deluse gli elettori che speravano in una maggiore autonomia per la Terra dei Siculi. Pur indebolito, rimaneva il candidato favorito nella regione. In Transilvania si presentò con lo slogan in lingua ungherese «Uno per tutti» («Egy mindenkiért»).
Tra i punti del programma elettorale si annoveravano la continuazione dell'ammodernamento del paese, il mantenimento della flat tax sui redditi al 16%, l'efficientamento della spesa pubblica, l'attuazione di una legge di bilancio pluriannuale, il varo di un "Codice per l'assistenza sociale" che avrebbe dovuto ridurre il numero di atti legislativi in campo sociale.

### Mircea Geoană
La candidatura alla presidenza del leader del Partito Social Democratico fu ratificata da un congresso unificato con gli alleati del Partito Conservatore (PC) di Dan Voiculescu, che ebbe luogo il 2 ottobre 2009. Nella stessa occasione Liviu Dragnea assunse la funzione di segretario generale del partito. La campagna elettorale di Geoană fu curata da Dragnea e Viorel Hrebenciuc, mentre Victor Ponta rivestì il ruolo di portavoce ufficiale. Fece parte dello staff in qualità di consigliere personale di Geoană anche Cozmin Gușă.
Presentò ufficialmente la candidatura all'Ufficio elettorale centrale il 21 ottobre 2009 e scelse come slogan «Vinciamo insieme» («Învingem împreună»).
Negli incontri con l'elettorato il presidente del PSD preferì rivolgersi alle platee delle città medie e delle aree rurali, in continuità con la tradizione ideologica del partito. Nella prima fase di campagna elettorale fu appoggiato negli eventi pubblici dall'ex presidente della Romania Ion Iliescu, nonostante i conflitti degli anni precedenti. Pur entrando in campagna elettorale in svantaggio rispetto a Băsescu, secondo i sondaggi del mese di novembre riuscì a recuperare parte dello scarto.
Geoană fece ampio ricorso all'espediente retorico dell'unità nazionale e sociale, promettendo azioni per la riforma del sistema assistenzialistico, per la creazione di posti di lavoro e per gli aiuti all'agricoltura. Il programma «Una sola Romania» («O singură Românie») prevedeva il passaggio ad un'imposta progressiva sul reddito (con una tassazione al 20% per gli introiti personali oltre i 3.000 lei mensili), la modifica della costituzione per introdurre il principio della garanzia dei diritti sociali da parte dello Stato e la creazione di istituzioni che avrebbero gestito gli investimenti pubblici. Tra gli enti proposti da Geoană figuravano un Commissariato per la lotta alla povertà, che avrebbe valutato l'oculatezza delle spese pubbliche, e un Consiglio per la ripresa economica, sulla falsariga delle azioni intraprese dall'amministrazione Obama negli Stati Uniti. Secondo il programma da presidente avrebbe proposto l'introduzione di un'IVA differenziale, con un deciso taglio sui prodotti e i beni essenziali. Prometteva la creazione di un Fondo rumeno per gli investimenti, l'adozione della legge sulla responsabilità fiscale, la firma del patto di adozione dell'euro e del patto nazionale per il lavoro, la formazione professionale e la protezione sociale.
Sul piano della giustizia si espresse a favore della revoca del procuratore generale della Romania, Laura Codruța Kövesi, nominata da Băsescu nel 2006.
Il 10 novembre 2009 fu divulgata la notizia che, nel mese di aprile dello stesso anno, si fosse recato in segreto in Russia per incontrare le autorità locali e il presidente Dmitrij Medvedev. La mancanza di chiarezza nelle spiegazioni sui motivi del viaggio ebbe ripercussioni sull'andamento della campagna elettorale e diede spunto a Băsescu di accusarlo di difendere interessi economici e politici illegittimi.

### Crin Antonescu

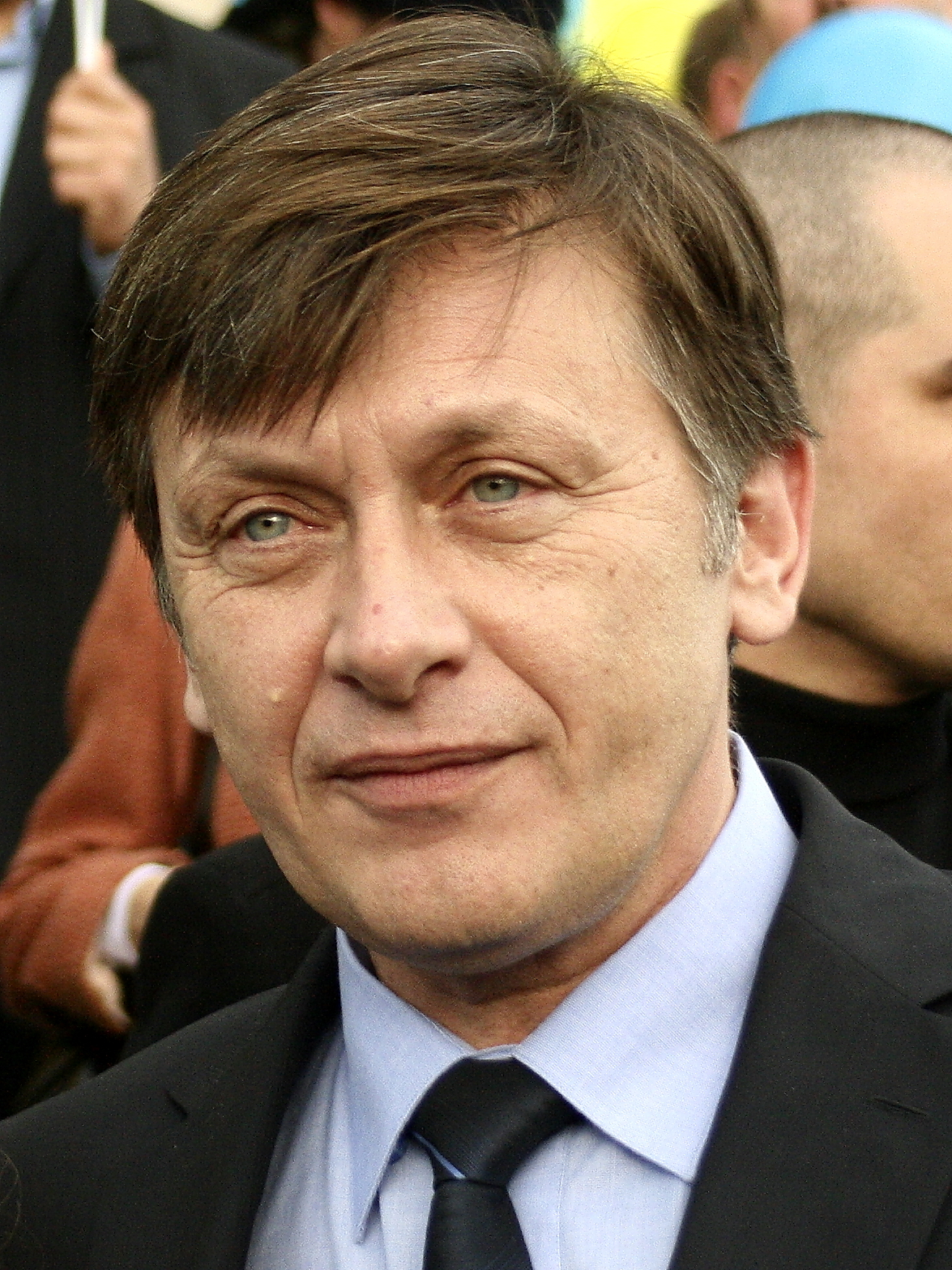
Crin Antonescu nel 2009.

Crin Antonescu divenne presidente del Partito Nazionale Liberale in seguito al congresso straordinario del 20 e 21 marzo 2009. Dopo le elezioni europee di giugno, cui arrivò terzo, il partito si preparò per le presidenziali, indicando lo staff per la campagna elettorale, al cui vertice fu nominato il vicepresidente del PNL Romeo Stavarache. Gli slogan utilizzati furono «La Romania la cambiamo noi tutti» («România o schimbăm noi toți!») e «La Romania del buon senso» («Românie a bunului simț»). Il suo tour elettorale si concentrò sui principali centri urbani del paese.
Il 27 ottobre 2009 l'ala del Partito Nazionale Contadino Cristiano Democratico (PNȚCD) riconducibile a Radu Sârbu annunciò il proprio sostegno al candidato del PNL, in virtù di un accordo siglato tra i due partiti. Tra gli altri punti del patto vi erano candidature congiunte alle elezioni parlamentari del 2012.
L'avvio di campagna fu marcato dalla sfiducia al governo Boc su una mozione parlamentare presentata dal PNL e sostenuta anche dagli altri partiti d'opposizione. Antonescu, quindi, fu tra i maggiori promotori della figura di Klaus Iohannis a nuovo primo ministro, in contrapposizione alle proposte di Băsescu, argomento richiamato nel corso della campagna elettorale. In questa fase la maggior parte degli attacchi fu rivolta al presidente in carica, mentre in un secondo momento si spostò su Mircea Geoană, poiché i sondaggi lo davano più vicino al rappresentante del PSD, contro cui si batteva per raggiungere il ballottaggio.
Il messaggio che il presidente del PNL voleva trasmettere era quello della responsabilità morale. Antonescu si presentava all'elettorato come un candidato equilibrato e sottolineò di essere uno dei pochi uomini politici a non aver avuto scandali pubblici nel passato. L'obiettivo era quello di posizionarsi come elemento di cambiamento nella percezione del ruolo di presidente della Romania.
A causa del contesto elettorale, caratterizzato dalla polarizzazione del duello tra i sostenitori di Băsescu e i suoi oppositori, tuttavia, Antonescu non riuscì ad imporsi come principale avversario del presidente uscente, mentre i voti dello schieramento contrario a Băsescu furono divisi tra i vari candidati dell'opposizione.
Il programma «È in nostro potere rovesciare il loro potere» («Stă in puterea noastră să schimbăm puterea lor») si concentrava sul ruolo del presidente nella società. Tra le proposte concrete figuravano la riduzione della flat tax sui redditi al 10% e dell'IVA al 15%, lo snellimento della squadra di governo a dodici ministeri, la diminuzione dei contributi sociali per i lavoratori dipendenti, l'adozione dell'euro e misure per la liberalizzazione dei mercati finanziari.

### Altri candidati
- Corneliu Vadim Tudor, presidente del Partito Grande Romania (PRM), che si presentò con lo slogan «Salvate la Romania! S.O.S. Popolo rumeno!». Riprese la retorica nazionalista e xenofoba del suo partito[54].
- Hunor Kelemen, dirigente dell'Unione Democratica Magiara di Romania, gruppo rappresentante della minoranza etnica ungherese. Il suo tour elettorale si concentrò su circa trenta località della Transilvania, con l'obiettivo di rafforzare le relazioni con le comunità locali. L'ala radicale del partito, guidata dal pastore calvinista László Tőkés, gli garantì il proprio sostegno solo a condizione di battersi per ottenere una forma di autonomia per la Terra dei Siculi. Si presentò con lo slogan «Chiama le cose con il loro nome!» («Spune lucrurilor pe nume!»)[55].
- Sorin Oprescu, sindaco di Bucarest ed ex dirigente del Partito Social Democratico. Si presentò in veste di indipendente basandosi sul bacino elettorale della capitale rumena. Avanzò la propria candidatura all'Ufficio elettorale centrale il 22 ottobre, nel primo giorno di campagna[56]. Lo slogan utilizzato fu «Dai Romania! Oprescu presidente» («Hai România! Oprescu președinte»)[23].
- George Becali, in quel momento europarlamentare del PRM e presidente della Steaua Bucarest. Sotto controllo giudiziario in seguito all'arresto subito prima delle elezioni europee del 2009, rilanciò il proprio Partito Nuova Generazione-Cristiano Democratico in corrispondenza delle presidenziali. Il partito era costruito sulla sua persona e presentava un programma populista e ultranazionalista[57]. Fece ampio ricorso all'utilizzo di simboli religiosi per attirare l'elettorato credente e in campagna utilizzò lo slogan «Credo, speranza e amore!» («Credință, nădejde și dragoste!»)[54].
- Remus Cernea, membro di diverse organizzazioni non governative e sostenuto dal Partito Verde. Nel corso della campagna parlò di temi come la depenalizzazione e il rafforzamento dell'educazione per limitare la criminalità. Tra gli altri argomenti si pronunciò a favore di misure per la prevenzione, più che sulla loro condanna, per i reati di prostituzione e consumo di droghe leggere. Presentò lo slogan «Pensa audace» («Gândește îndrăzneț»)[58].
- Constantin Rotaru, presidente del Partito Alleanza Socialista, che presentava lo slogan «La Romania tua, mia, nostra!» («România ta, a mea, a noastră!»). Nel proprio programma proponeva la nazionalizzazione delle compagnie private e delle risorse naturali, l'abolizione dell'IVA per i prodotti essenziali, la legalizzazione del lavoro come unica fonte di reddito consentita, il rifiuto degli investimenti delle multinazionali in Romania[58].
- Eduard Manole, candidato indipendente che presentava lo slogan «Vi restituisco il paese» («Vă dau țara înapoi»). Il programma sosteneva un'ampia opera di nazionalizzazione, azioni per il riscatto della dignità nazionale rumena e una politica estera vicina a paesi quali la Russia, la Cina e l'India[58].
- Ovidiu Iane, sostenuto dal Partito Ecologista Romeno, con lo slogan «Una nuova forza per una Romania più pulita» («O nouă forță pentru o Românie mai curată!»). Proponeva maggiori investimenti per ambiente e agricoltura[58].
- Constantin Ninel Potîrcă, presidente della Confederazione degli imprenditori di etnia rom, che si candidava da indipendente[6]. Proponeva una maggiore integrazione sociale per la minoranza etnica rom e presentava lo slogan «È tempo di essere insieme» («Este timpul să fim împreună»)[58].

### Candidati ritirati
- Radu Duda, principe di Hohenzollern-Veringen e consorte dell'erede del titolo della casa reale rumena, la principessa Margherita di Romania. Presentò la candidatura il 9 aprile 2009[59]. Si ritirò il 2 settembre 2009, lamentando che i partiti di destra avevano ignorato il suo progetto politico e recriminando che, con il suo abbandono, le elezioni sarebbero diventate una lotta tra clan e non una competizione politica[60].
- Nati Meir, ex deputato di PRM e Partito Democratico. Annunciò la candidatura da indipendente nel maggio 2009, sostenendo di rappresentare il nuovo nella politica rumena[61]. Il 15 ottobre 2009 si ritirò dalla corsa elettorale, dichiarandosi deluso dagli sviluppi politici della sfiducia al governo[62]. Il 20 ottobre fu sottoposto ad arresto preventivo per un periodo di 29 giorni per aver provato a mettere in circolazione delle banconote false[63].

## Primo turno e ballottaggio
Al voto del 22 novembre Băsescu ottenne il 32%, mentre Geoană il 31%.
Nonostante avesse ottenuto il miglior risultato percentuale di sempre per un candidato del PNL (20%), Crin Antonescu arrivò terzo, confermando i numeri ottenuti dal partito nelle precedenti elezioni europee e il suo bacino elettorale concentrato nelle aree urbane. A favore di Băsescu si registrò la vittoria del "sì" al contemporaneo referendum per la riduzione del numero dei parlamentari e il passaggio a un sistema monocamerale.
Il 26 novembre la Corte costituzionale convalidò i risultati del primo turno, mentre la campagna elettorale per il ballottaggio fu aperta fino al 5 dicembre.

### Alleanza dell'opposizione
Il 24 novembre l'ufficio politico del PNL decise all'unanimità di sostenere Mircea Geoană al ballottaggio. L'accordo politico tra PNL e PSD fu firmato il giorno successivo. Precedentemente il PNL e l'UDMR avevano finalizzato un altro patto per l'appoggio a un candidato presidenziale in grado di garantire stabilità e collaborazione tra le istituzioni. Il PSD aveva fatto lo stesso con i partiti delle minoranze etniche in parlamento.
Il 1º dicembre 2009 Geoană, Antonescu, Klaus Iohannis e il sindaco di Timișoara Gheorghe Ciuhandu (PNȚCD) firmarono il Partenariato per Timișoara, documento che sancì il riconoscimento del sostegno al presidente del PSD anche da parte della formazione politica guidata dal primo cittadino del capoluogo del distretto di Timiș. L'obiettivo dell'alleanza tra i partiti che si opponevano a Băsescu era quello di favorire l'elezione alla presidenza di Geoană, che avrebbe poi dovuto indicare Iohannis quale primo ministro.
La visita di Geoană e Antonescu a Timișoara, città simbolo della rivoluzione del 1989, tuttavia, fu malvista da parte dell'opinione pubblica che, in varie proteste che ebbero luogo in tutto il paese, accusava i capi dei due partiti di volersi appropriare della memoria storica del luogo in nome di una presunta riconciliazione nazionale in funzione anti-Băsescu.
Vari giorni prima, il 26 novembre, il quotidiano "Gardianul" aveva pubblicato un filmato in cui Băsescu sembrava schiaffeggiare un bambino, scene risalenti ad un meeting elettorale del 2004 tenutosi a Ploiești. Il video fu promosso da Realitatea TV di Sorin Ovidiu Vântu nel corso di un'emissione in diretta con il candidato del PDL. L'esponente del PNL e proprietario del trust Adevărul, Dinu Patriciu, il giorno prima aveva dichiarato di essere stato testimone dell'evento e di odiare Băsescu perché capace di tale gesto di violenza. Il presidente in carica si difese accusando gli avversari di aver falsificato il filmato. Il 2 dicembre, in seguito ad un rapporto dell'Istituto nazionale di perizia criminale che confermava che le immagini erano contraffatte, Băsescu si presentò in lacrime nel corso di una conferenza stampa e invitò Patriciu a vergognarsi delle sue parole. L'episodio ebbe strascichi giudiziari, che si conclusero nel febbraio 2013, quando il tribunale di Bucarest obbligò Patriciu a pagare i danni morali a Băsescu per aver leso il suo diritto alla reputazione.

### Dibattito Băsescu-Geoană
Il 3 dicembre 2009 l'Istituto per le politiche pubbliche organizzò al Palazzo del Parlamento un dibattito tra i due contendenti, che fu moderato dal giornalista Robert Turcescu.
Nella parte iniziale ciascun candidato espose i motivi per i quali gli elettori avrebbero dovuto votare per loro. Geoană dichiarò che avrebbe messo in pratica un piano di sviluppo del paese e che rappresentava una personalità in grado di unire i rumeni grazie a toni costruttivi e positivi. I canoni del suo mandato sarebbero stati la ridefinizione del funzionamento delle istituzioni, l'agricoltura e la creazione di posti di lavoro. Reclamò, inoltre, che la campagna elettorale dell'avversario si era basata su attacchi personali. Băsescu rimarcò la necessità di accelerare le riforme e di concentrarsi sulle priorità del paese, a differenza dei rivali, che a suo dire si battevano per i propri privilegi. Tra gli altri argomenti del discorso affermò che una vittoria del PSD avrebbe riportato al potere parte dell'ex nomenklatura comunista e l'ex presidente Ion Iliescu. Il capo di Stato in carica si espresse a favore dell'applicazione del referendum per il parlamento monocamerale.
Nel corso del dibattito il moderatore invitò i candidati a fare un giuramento sulla Bibbia. Geoană affermò di non aver mai garantito vantaggi agli imprenditori Patriciu, Vântu e Voiculescu, mentre Băsescu giurò di non aver mai colpito un bambino, facendo riferimento alle accuse dell'opposizione dei giorni precedenti.
Secondo gli analisti, l'elemento più importante del confronto, che ebbe un peso sull'esito del voto, furono le reiterate osservazioni di Băsescu sulla visita di Geoană a casa di Sorin Ovidiu Vântu nella sera precedente, il 2 dicembre, notizia divulgata nella stessa giornata del dibattito dal reportage pubblicato dal settimanale "Academia Cațavencu". Le insinuazioni di Băsescu facevano seguito all'arresto in Indonesia del latitante Nicolae Popa, ex socio di Vântu nella società che gestiva il fondo FNI, fallito nel 2000 lasciando centinaia di migliaia di investitori senza risparmi. Secondo Băsescu, infatti, Geoană era stato convocato da Vântu per discutere del fermo di Popa e di eventuali conseguenze giudiziarie. Pur ammettendo di aver avuto un incontro con Vântu, Geoană affermò di non aver parlato di Popa, né di intrattenere alcun tipo di relazione illegale con nessuno dei magnati etichettati da Băsescu in modo dispregiativo come "moghul". Mentre come dichiarato da Cozmin Gușa lo staff di Geoană non era a conoscenza della visita, la mancanza di una giustificazione chiara sul motivo del colloquio avuto con Vântu da parte di Geoană, aiutò l'avversario dal punto di vista elettorale.
Geoană era dato come vincitore dalla maggior parte degli exit poll pubblicati il 6 dicembre che, però, non prendevano in considerazione i dati sulla sezione estero. Nella stessa sera Geoană annunciò la propria vittoria, dedicandola pubblicamente alla moglie con l'appello «Mihaela, amore mio» («Mihaela, dragostea mea»).
Il giorno successivo l'Ufficio elettorale centralizzò i voti per tutte le sezioni, comunicando che Băsescu aveva ottenuto la maggioranza. Nella circoscrizione estero il candidato del PDL aveva superato quello del PSD per 115.831 a 31.045. Su un totale di circa 10 milioni di voti il presidente uscente aveva ottenuto un vantaggio di poco più di 70.000 preferenze.

## Sondaggi

### Sondaggi ipotetici sul primo turno
Di seguito i sondaggi sull'esito del primo turno di elezione con candidati ipotetici o non ancora annunciati ufficialmente nel periodo di riferimento.
| Data                        | Casa sondaggistica | Campione | Băsescu PDL | Geoană PSD | Antonescu PNL | Tudor PRM | Oprescu Ind. | Kelemen UDMR | Becali PNG | Radu Duda Ind. | Meir Ind. | Frunda UDMR | Boc PDL | Altri |
| --------------------------- | ------------------ | -------- | ----------- | ---------- | ------------- | --------- | ------------ | ------------ | ---------- | -------------- | --------- | ----------- | ------- | ----- |
| 20-27 agosto 2009           | BCS                | 1.096    | 29,5%       | 19,2%      | 17%           | 9%        | 10,6%        | 4,2%         | 4,4%       | 5,5%           | 0,2%      | -           | -       | 0,4%  |
| 30 luglio-3 agosto (var. B) | CSOP               | 809      | 36%         | -          | 13%           | 12%       | 22%          | 5%           | -          | 3%             | -         | -           | -       | 9%    |
| 30 luglio-3 agosto (var. A) | CSOP               | 809      | 35%         | 21%        | 15%           | 10%       | 11%          | 5%           | -          | 3%             | -         | -           | -       | -     |
| 22 luglio-2 agosto 2009     | CURS               | 1.500    | 33%         | 27%        | 13%           | 8%        | 8%           | 3%           | -          | -              | -         | -           | -       | 8%    |
| 23-27 luglio 2009 (var. B)  | CCSB               | 1.009    | 34,3%       | 22,1%      | 18,2%         | 8,1%      | 9%           | -            | -          | 5,3%           | -         | -           | -       | 3%    |
| 23-27 luglio 2009 (var. A)  | CCSB               | 1.009    | 37%         | 24,2%      | 20,7%         | 8,6%      | -            | -            | -          | 6,4%           | -         | -           | -       | 3,1%  |
| 19-24 luglio 2009           | Avangarde          | 1.000    | 33%         | 19%        | 12%           | 10%       | 22%          | -            | -          | -              | -         | -           | -       | 4%    |
| 18-22 luglio 2009           | CSOP               | 923      | 35%         | 19%        | 15%           | 7%        | 7%           | 4%           | 9%         | 4%             | -         | -           | -       | -     |
| 16-20 luglio 2009           | Gallup             | 1.108    | 35%         | 18%        | 20%           | 10%       | -            | 3%           | -          | 12%            | -         | -           | -       | 2%    |
| 9-16 luglio 2009            | BCS                | 1.069    | 35,4%       | 19,1%      | 21,5%         | 7,9%      | 5,4%         | 5%           | -          | 4,7%           | 0,3%      | -           | -       | 0,7%  |
| 10-12 luglio 2009           | CCSB               | 1.009    | 35%         | 17%        | 18%           | 10%       | 9%           | 2%           | -          | -              | -         | -           | -       | 9%    |
| 4-12 luglio 2009            | INSOMAR            | 2.416    | 35,7%       | 29,6%      | 16,8%         | 11,9%     | -            | -            | -          | 2,7%           | -         | -           | -       | 3,3%  |
| 16-29 giugno 2009           | CURS               | 1.070    | 35%         | 25%        | 20%           | 11%       | -            | -            | -          | 5%             | -         | -           | -       | 4%    |
| 19-28 giugno 2009           | CURS               | 1.120    | 36%         | 24%        | 20%           | 11%       | -            | 2%           | -          | 5%             | 1%        | -           | -       | 2%    |
| 29-31 maggio 2009           | INSOMAR            | 12.283   | 37,5%       | 24,3%      | 15,7%         | 6,8%      | -            | -            | -          | 4,2%           | -         | -           | -       | 11,5% |
| 4-10 maggio 2009            | Avangarde          | 1.100    | 37%         | 23%        | 16%           | 4%        | -            | -            | 8%         | -              | -         | -           | -       | 12%   |
| 5-9 maggio 2009             | Gallup             | 1.116    | 35%         | 19%        | 19%           | 9%        | -            | -            | -          | 10%            | -         | -           | -       | 8%    |
| 30 aprile-5 maggio 2009     | INSOMAR            | 1.212    | 38,1%       | 20,8%      | 20,1%         | 8,5%      | -            | 4%           | -          | 6,5%           | -         | -           | -       | 2%    |
| 3-5 maggio 2009             | GSS                | 1.092    | 30,8%       | 24,3%      | 20,3%         | 5,5%      | -            | -            | 7,8%       | 6,3%           | -         | -           | -       | 5%    |
| 24-27 aprile 2009           | CSOP               | 803      | 40%         | 19%        | 15%           | 5%        | 8%           | -            | -          | -              | -         | -           | -       | 13%   |
| 18-22 aprile 2009           | CCSB               | 1.087    | 41%         | 21%        | 18%           | 9%        | -            | 1%           | -          | -              | -         | -           | -       | 10%   |
| 8-16 aprile 2009            | CURS               | 1.067    | 32%         | 23%        | 20%           | 9%        | -            | 3%           | 10%        | -              | -         | -           | -       | 3%    |
| 6-14 aprile 2009 (var. B)   | BCS                | 1.095    | -           | 23,2%      | 30%           | 7,5%      | -            | -            | 8,7%       | -              | -         | 3,5%        | 24,4%   | 2,7%  |
| 6-14 aprile 2009 (var. A)   | BCS                | 1.095    | 37,4%       | 19,5%      | 24,8%         | 6,8%      | -            | -            | 6,4%       | -              | -         | 2,9%        | -       | 2,2%  |

### Sondaggi sul primo turno
Di seguito i sondaggi sull'esito del primo turno di elezione con candidati annunciati ufficialmente.
| Data                 | Casa sondaggistica                                                      | Campione | Băsescu PDL | Geoană PSD | Antonescu PNL | Tudor PRM | Oprescu Ind. | Kelemen UDMR | Becali PNG | Altri |
| -------------------- | ----------------------------------------------------------------------- | -------- | ----------- | ---------- | ------------- | --------- | ------------ | ------------ | ---------- | ----- |
| Exit Poll            | INSOMAR                                                                 | -        | 32,8%       | 31,7%      | 21,8%         | 4%        | -            | 3,6%         | -          | 6,1%  |
| Exit Poll            | CSOP                                                                    | -        | 33,2%       | 30,3%      | 22%           | 4%        | -            | 4,9%         | -          | 5,6%  |
| Exit Poll            | CCSB                                                                    | -        | 34,1%       | 30,9%      | 22,1%         | 3,6%      | 3,4%         | 3,6%         | -          | 2,3%  |
| Exit Poll            | CURS                                                                    | -        | 33,72%      | 31,44%     | 21,52%        | 4,22%     | 3,18%        | 3,26%        | 2%         | 0,66% |
| 15-18 novembre 2009  | CSOP                                                                    | 2.064    | 37%         | 27%        | 20%           | 3%        | 6%           | 5%           | 2%         | -     |
| 15 novembre 2009     | Operations Research Archiviato il 10 novembre 2022 in Internet Archive. | 1.000    | 30%         | 23%        | 26%           | 6%        | 8%           | 4%           | 2%         | 1%    |
| 7-11 novembre 2009   | CCSB                                                                    | 1.348    | 34%         | 31%        | 16%           | 4%        | 10%          | 3%           | 2%         | -     |
| 6-9 novembre 2009    | INSOMAR                                                                 | 1.206    | 31%         | 32%        | 18%           | 6%        | 5%           | 5%           | -          | 3%    |
| 5-8 novembre 2009    | Gallup                                                                  | 1.253    | 32%         | 22%        | 23%           | 5,5%      | 11%          | 2,5%         | 4%         | -     |
| 29 ott-3 nov 2009    | CCSB                                                                    | 1.528    | 34%         | 30%        | 18%           | 3%        | 14%          | 1%           | 1%         | -     |
| 31 ott-2 nov 2009    | Gallup                                                                  | 1.014    | 32,5%       | 21,5%      | 21,5%         | 5%        | 11%          | 2,5%         | 5%         | 1%    |
| 29 ott-1 nov 2009    | INSOMAR                                                                 | 1.207    | 30%         | 32%        | 19%           | 7%        | 6%           | 3%           | 2%         | 1%    |
| 29-30 ottobre 2009   | CCSB                                                                    | 1.216    | 34%         | 28%        | 19%           | 4%        | 12%          | 2%           | 1%         | -     |
| 24-27 ottobre 2009   | Avangarde                                                               | 1.500    | 34%         | 32%        | 14%           | 6%        | 6%           | 3%           | 4%         | 1%    |
| 24-25 ottobre 2009   | CCSB                                                                    | 1.007    | 31%         | 26%        | 17%           | 6%        | 14%          | 3%           | 3%         | -     |
| 21-24 ottobre 2009   | CSOP                                                                    | 1.039    | 37%         | 26%        | 13%           | 5%        | 8%           | 4%           | 7%         | -     |
| 20-23 ottobre 2009   | Operations Research                                                     | 1.355    | 31%         | 21%        | 22%           | 6%        | 12%          | 2%           | 6%         | -     |
| 15-22 ottobre 2009   | CURS                                                                    | 1.110    | 31%         | 30%        | 17%           | 5%        | 9%           | 4%           | 3%         | 1%    |
| 15-19 ottobre 2009   | BCS                                                                     | 1.222    | 31,9%       | 24,5%      | 19,4%         | 3,7%      | 10,7%        | 4,1%         | 5,1%       | 0,4%  |
| 16-18 ottobre 2009   | CSOP                                                                    | 852      | 35%         | 24%        | 19%           | 4%        | 8%           | 4%           | 5%         | 1%    |
| 15-18 ottobre 2009   | INSOMAR                                                                 | 1.200    | 29%         | 30%        | 20%           | 7%        | 7%           | 4%           | 3%         | -     |
| 7-13 ottobre 2009    | CCSB                                                                    | 996      | 33%         | 22%        | 16%           | 5%        | 16%          | 3%           | 5%         | -     |
| 8-11 ottobre 2009    | INSOMAR                                                                 | 1.211    | 33,4%       | 28,5%      | 14,5%         | 6,1%      | 8,1%         | 4,3%         | 4,6%       | 0,5%  |
| 10-11 ottobre 2009   | CCSB                                                                    | 996      | 31%         | 22%        | 18%           | 7%        | 13%          | 3%           | 5%         | 1%    |
| 25 set-7 ott 2009    | CURS                                                                    | 1.602    | 32%         | 24%        | 15%           | 7%        | 13%          | 3%           | 5%         | 1%    |
| 17 set-7 ott 2009    | CSOP                                                                    | 18.348   | 37%         | 24%        | 13%           | 7%        | 10%          | 4%           | 5%         | 1%    |
| 2-3 ottobre 2009     | CCSB                                                                    | 1.022    | 31%         | 20%        | 18%           | 8%        | 14%          | 2%           | 6%         | 1%    |
| 17-19 settembre 2009 | CCSB                                                                    | 1.083    | 34%         | 18%        | 19%           | 7%        | 12%          | 1%           | 8%         | 1%    |

### Sondaggi ipotetici sul ballottaggio
Di seguito sondaggi sull'esito del turno di ballottaggio ipotizzando una sfida tra Traian Băsescu e uno degli altri leader politici più quotati.
| Data                | Casa sondaggistica  | Campione | Băsescu PDL | Geoană PSD | Antonescu PNL | Oprescu Ind. |
| ------------------- | ------------------- | -------- | ----------- | ---------- | ------------- | ------------ |
| 15-18 novembre 2009 | CSOP                | 2.064    | 52%         | -          | 48%           | -            |
| 15-18 novembre 2009 | CSOP                | 2.064    | 51%         | 49%        | -             | -            |
| 7-11 novembre 2009  | CCSB                | 1.348    | 49%         | -          | -             | 51%          |
| 7-11 novembre 2009  | CCSB                | 1.348    | 50%         | -          | 50%           | -            |
| 7-11 novembre 2009  | CCSB                | 1.348    | 42%         | 52%        | -             | -            |
| 6-9 novembre 2009   | INSOMAR             | 1.206    | 47%         | -          | 53%           | -            |
| 6-9 novembre 2009   | INSOMAR             | 1.206    | 47%         | 53%        | -             | -            |
| 3 novembre 2009     | Gallup              | -        | 44%         | -          | -             | 56%          |
| 3 novembre 2009     | Gallup              | -        | 46%         | -          | 54%           | -            |
| 3 novembre 2009     | Gallup              | -        | 50%         | 50%        | -             | -            |
| 29 ott-1 nov 2009   | INSOMAR             | 1.207    | 47%         | 53%        | -             | -            |
| 20-23 ottobre 2009  | Operations Research | 1.355    | 47%         | -          | -             | 53%          |
| 20-23 ottobre 2009  | Operations Research | 1.355    | 44%         | -          | 56%           | -            |
| 20-23 ottobre 2009  | Operations Research | 1.355    | 45%         | 55%        | -             | -            |
| 15-22 ottobre 2009  | CURS                | 1.110    | 48%         | -          | -             | 52%          |
| 15-22 ottobre 2009  | CURS                | 1.110    | 49%         | -          | 51%           | -            |
| 15-22 ottobre 2009  | CURS                | 1.110    | 50%         | 50%        | -             | -            |
| 15-19 ottobre 2009  | BCS                 | 1.222    | 49,3%       | -          | -             | 50,7%        |
| 15-19 ottobre 2009  | BCS                 | 1.222    | 51,4%       | -          | 48,6%         | -            |
| 15-19 ottobre 2009  | BCS                 | 1.222    | 48,9%       | 51,1%      | -             | -            |
| 16-18 ottobre 2009  | CSOP                | 852      | 53%         | -          | -             | 47%          |
| 16-18 ottobre 2009  | CSOP                | 852      | 52%         | -          | 48%           | -            |
| 16-18 ottobre 2009  | CSOP                | 852      | 52%         | 48%        | -             | -            |
| 8-11 ottobre 2009   | INSOMAR             | 1.211    | 49,4%       | 50,6%      | -             | -            |
| 10-11 ottobre 2009  | CCSB                | 996      | 47%         | -          | -             | 53%          |
| 10-11 ottobre 2009  | CCSB                | 996      | 49%         | -          | 51%           | -            |
| 10-11 ottobre 2009  | CCSB                | 996      | 48%         | 52%        | -             | -            |
| 17 set-7 ott 2009   | CSOP                | 18.348   | 52%         | -          | -             | 48%          |
| 17 set-7 ott 2009   | CSOP                | 18.348   | 57%         | -          | 43%           | -            |
| 17 set-7 ott 2009   | CSOP                | 18.348   | 53%         | 47%        | -             | -            |
| 2-3 ottobre 2009    | CCSB                | 1.022    | 43%         | -          | -             | 57%          |
| 2-3 ottobre 2009    | CCSB                | 1.022    | 46%         | -          | 54%           | -            |
| 2-3 ottobre 2009    | CCSB                | 1.022    | 47%         | 53%        | -             | -            |
| 20-27 agosto 2009   | BCS                 | 1.096    | 47,7%       | -          | -             | 52,3%        |
| 20-27 agosto 2009   | BCS                 | 1.096    | 52,4%       | -          | 47,6%         | -            |
| 20-27 agosto 2009   | BCS                 | 1.096    | 51,7%       | 48,3%      | -             | -            |
| 23-27 luglio 2009   | CCSB                | 1.009    | 53%         | -          | -             | 47%          |
| 23-27 luglio 2009   | CCSB                | 1.009    | 55%         | -          | 45%           | -            |
| 23-27 luglio 2009   | CCSB                | 1.009    | 53%         | 47%        | -             | -            |
| 16-29 giugno 2009   | CURS                | 1.070    | 53%         | -          | 47%           | -            |
| 16-29 giugno 2009   | CURS                | 1.070    | 52%         | 48%        | -             | -            |

### Sondaggi sul ballottaggio
Di seguito i sondaggi sull'esito del ballottaggio tra Traian Băsescu e Mircea Geoană.
| Data      | Casa sondaggistica | Campione | Băsescu PDL | Geoană PSD |
| --------- | ------------------ | -------- | ----------- | ---------- |
| Exit poll | CCSB               | -        | 49%         | 51%        |
| Exit poll | CSOP               | -        | 50,4%       | 49,6%      |
| Exit poll | CURS               | -        | 49,3%       | 50,7%      |
| Exit poll | INSOMAR            | -        | 48,8%       | 51,2%      |

## Affluenza

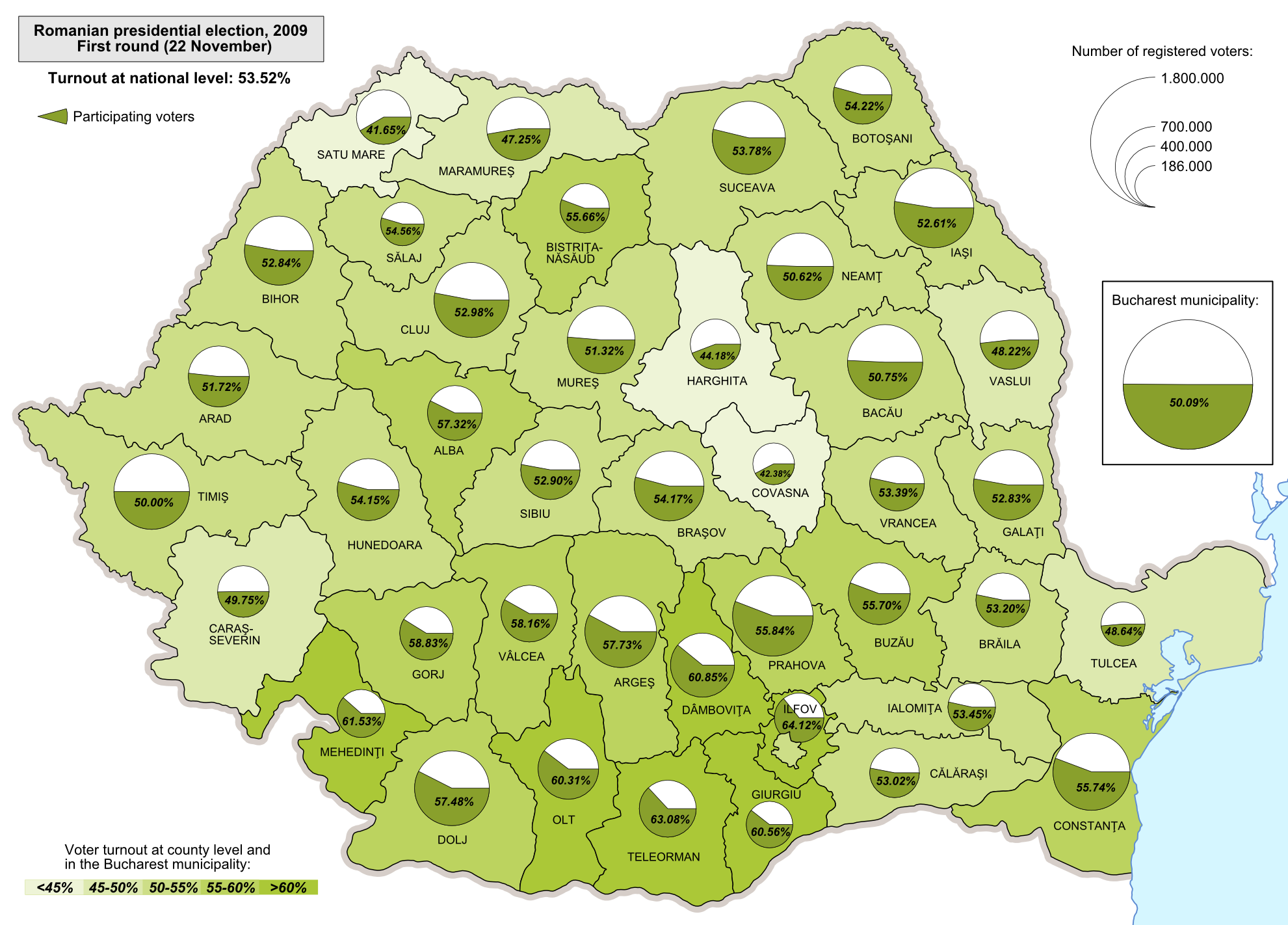
Dati percentuali sull'affluenza al primo turno suddivisi per distretto.

### I turno
| Iscritti alle liste permanenti  | Affluenza 12 novembre | Affluenza 12 novembre | Affluenza 12 novembre | Affluenza 12 novembre | Affluenza 12 novembre |
| Iscritti alle liste permanenti  | h 10:00               | h 13:00               | h 16:00               | h 19:00               | h 21:00               |
| ------------------------------- | --------------------- | --------------------- | --------------------- | --------------------- | --------------------- |
| 18 293 277                      | 6,17%                 | 20,96%                | 36,19%                | 49,97%                | 53,52%                |
| Fonte: Biroul Electoral Central |                       |                       |                       |                       |                       |

### II turno
| Iscritti alle liste permanenti  | Affluenza 6 dicembre | Affluenza 6 dicembre | Affluenza 6 dicembre | Affluenza 6 dicembre | Affluenza 6 dicembre |
| Iscritti alle liste permanenti  | h 10:00              | h 13:00              | h 16:00              | h 19:00              | h 21:00              |
| ------------------------------- | -------------------- | -------------------- | -------------------- | -------------------- | -------------------- |
| 18 303 224                      | 7,52%                | 24,01%               | 40,10%               | 53,51%               | 56,99%               |
| Fonte: Biroul Electoral Central |                      |                      |                      |                      |                      |

## Risultati
| Traian Băsescu           | Partito Democratico Liberale                      | 3 153 640  | 32,45 | 5 275 808  | 50,33 |  |  |  |
| Mircea Geoană            | Alleanza PSD+PC (PSD - PC)                        | 3 027 838  | 31,15 | 5 205 760  | 49,67 |  |  |  |
| Crin Antonescu           | Partito Nazionale Liberale                        | 1 945 831  | 20,02 |            |       |  |  |  |
| Corneliu Vadim Tudor     | Partito Grande Romania                            | 540 380    | 5,56  |            |       |  |  |  |
| Hunor Kelemen            | Unione Democratica Magiara di Romania             | 372 764    | 3,84  |            |       |  |  |  |
| Sorin Oprescu            | Indipendente                                      | 309 764    | 3,19  |            |       |  |  |  |
| George Becali            | Partito Nuova Generazione - Cristiano Democratico | 186 390    | 1,92  |            |       |  |  |  |
| Remus Cernea             | Partito Verde                                     | 60 539     | 0,62  |            |       |  |  |  |
| Constantin Rotaru        | Partito Alleanza Socialista                       | 43 684     | 0,45  |            |       |  |  |  |
| Eduard Manole            | Indipendente                                      | 34 189     | 0,35  |            |       |  |  |  |
| Ovidiu Cristian Iane     | Partito Ecologista Romeno                         | 22 515     | 0,23  |            |       |  |  |  |
| Constantin Ninel Potârcă | Indipendente                                      | 21 306     | 0,22  |            |       |  |  |  |
| Totale                   | Totale                                            | 9 718 840  | 100   | 10 481 568 | 100   |  |  |  |
|                          |                                                   |            |       |            |       |  |  |  |
| Voti non validi          | Voti non validi                                   | 227 908    | 2,29  | 138 548    | 1,30  |  |  |  |
| Votanti                  | Votanti                                           | 9 946 748  | 54,37 | 10 620 116 | 58,02 |  |  |  |
| Elettori                 | Elettori                                          | 18 293 277 |       | 18 303 224 |       |  |  |  |

### Risultati per distretto
| Distretto                             | Affluenza | I turno (%) | I turno (%) | I turno (%) | I turno (%) | I turno (%) | I turno (%) |
| Distretto                             | Affluenza | Băsescu     | Geoană      | Antonescu   | Tudor       | Kelemen     | Altri       |
| ------------------------------------- | --------- | ----------- | ----------- | ----------- | ----------- | ----------- | ----------- |
| Alba                                  | 56,32%    | 42,61       | 23,22       | 21,31       | 4,27        | 2,66        | 5,93        |
| Arad                                  | 51,82%    | 46,78       | 20,69       | 17,56       | 4,47        | 4,37        | 6,13        |
| Argeș                                 | 56,89%    | 25,21       | 41,95       | 16,99       | 8,20        | 0,08        | 7,57        |
| Bacău                                 | 51.32%    | 28,17       | 35,16       | 22,33       | 6,43        | 0,38        | 7,53        |
| Bihor                                 | 53,24%    | 30,07       | 22,19       | 22,74       | 4,87        | 14,83       | 5,30        |
| Bistrița-Năsăud                       | 55,42%    | 43,88       | 27,85       | 15,42       | 4,26        | 3,72        | 4,87        |
| Botoșani                              | 53,28%    | 23,84       | 41,22       | 20,73       | 6,82        | 0,20        | 7,19        |
| Brăila                                | 53,72%    | 26,05       | 38,01       | 17,90       | 8,20        | 0,12        | 9,72        |
| Brașov                                | 55,07%    | 35,28       | 21,66       | 27,18       | 4,19        | 4,33        | 7,36        |
| Bucarest                              | 50,97%    | 31,21       | 25,28       | 28,49       | 5,14        | 0,17        | 9,71        |
| Buzău                                 | 55,81%    | 28,07       | 37,39       | 19,93       | 6,20        | 0,13        | 8,28        |
| Caraș-Severin                         | 50,77%    | 35,53       | 28,13       | 21,98       | 6,20        | 0,52        | 7,64        |
| Călărași                              | 53,82%    | 27,29       | 32,97       | 24,26       | 7,31        | 0,09        | 8,08        |
| Cluj                                  | 53,44%    | 41,25       | 19,40       | 20,20       | 4,17        | 9,16        | 5,82        |
| Costanza                              | 55,54%    | 36,85       | 33,36       | 16,21       | 5,91        | 0,11        | 7,56        |
| Covasna                               | 42,95%    | 19,77       | 9,86        | 9,89        | 3,09        | 52,79       | 4,60        |
| Dâmbovița                             | 61,64%    | 36,59       | 38,03       | 12,62       | 5,81        | 0,07        | 6,88        |
| Dolj                                  | 56,68%    | 29,96       | 44,34       | 16,65       | 4,14        | 0,09        | 4,82        |
| Galați                                | 53,35%    | 30,96       | 35,90       | 19,40       | 5,60        | 0,16        | 7,98        |
| Giurgiu                               | 60,73%    | 31,42       | 36,56       | 20,09       | 5,35        | 0,10        | 6,48        |
| Gorj                                  | 58,67%    | 30,36       | 37,02       | 18,19       | 8,69        | 0,27        | 5,47        |
| Harghita                              | 44,45%    | 12,70       | 5,69        | 5,44        | 1,95        | 71,23       | 2,99        |
| Hunedoara                             | 55,50%    | 25,17       | 33,84       | 23,98       | 7,05        | 2,12        | 7,84        |
| Ialomița                              | 51,32%    | 27,56       | 40,08       | 15,90       | 7,33        | 0,12        | 9,01        |
| Iași                                  | 51,94%    | 27,68       | 36,44       | 21,76       | 5,13        | 0,12        | 8,87        |
| Ilfov                                 | 66,25%    | 34,35       | 27,10       | 25,67       | 5,38        | 0,09        | 7,41        |
| Maramureș                             | 47,80%    | 36,79       | 24,93       | 21,96       | 6,09        | 4,06        | 6,17        |
| Mehedinți                             | 60,10%    | 33,96       | 38,11       | 17,74       | 5,57        | 0,19        | 4,43        |
| Mureș                                 | 49,98%    | 27,45       | 18,51       | 16,05       | 5,92        | 27,00       | 5,07        |
| Neamț                                 | 52,02%    | 31,48       | 37,64       | 16,37       | 6,68        | 0,11        | 7,72        |
| Olt                                   | 60,34%    | 27,23       | 45,81       | 16,98       | 5,88        | 0,07        | 4,03        |
| Prahova                               | 56,44%    | 34,31       | 29,32       | 20,63       | 6,37        | 0,10        | 9,27        |
| Satu Mare                             | 44,41%    | 29,72       | 23,09       | 15,17       | 3,11        | 24,21       | 4,70        |
| Sălaj                                 | 55,73%    | 29,61       | 26,54       | 16,54       | 4,13        | 18,01       | 5,17        |
| Sibiu                                 | 53,71%    | 44,45       | 21,50       | 22,31       | 3,92        | 1,40        | 6,42        |
| Suceava                               | 53,23%    | 39,18       | 31,13       | 16,37       | 6,09        | 0,26        | 6,97        |
| Teleorman                             | 63,62%    | 29,24       | 44,16       | 17,91       | 4,42        | 0,09        | 4,18        |
| Timiș                                 | 50,58%    | 40,76       | 22,87       | 22,41       | 4,37        | 2,17        | 7,42        |
| Tulcea                                | 49,90%    | 38,97       | 25,14       | 22,63       | 6,52        | 0,13        | 6,61        |
| Vaslui                                | 49,53%    | 26,07       | 44,34       | 15,41       | 6,67        | 0,11        | 7,40        |
| Vâlcea                                | 59,55%    | 28,25       | 38,08       | 21,69       | 6,17        | 0,17        | 5,64        |
| Vrancea                               | 53,91%    | 29,85       | 42,56       | 16,95       | 4,17        | 0,08        | 6,39        |
| Estero                                | -         | 56,05       | 12,41       | 17,42       | 5,38        | 1,05        | 7,69        |
| Fonte: Autorità Elettorale Permanente |           |             |             |             |             |             |             |

| Distretto                             | Affluenza | II turno (%) | II turno (%) |
| Distretto                             | Affluenza | Băsescu      | Geoană       |
| ------------------------------------- | --------- | ------------ | ------------ |
| Alba                                  | 60,11%    | 60,18        | 39,81        |
| Arad                                  | 57,32%    | 63,92        | 36,07        |
| Argeș                                 | 60,38%    | 41,21        | 58,78        |
| Bacău                                 | 52,97%    | 46,97        | 53,02        |
| Bihor                                 | 55,11%    | 51,64        | 48,35        |
| Bistrița-Năsăud                       | 50,78%    | 59,27        | 40,72        |
| Botoșani                              | 55,50%    | 38,01        | 61,98        |
| Brăila                                | 55,17%    | 44,55        | 55,44        |
| Brașov                                | 58,09%    | 55,13        | 44,86        |
| Bucarest                              | 55,07%    | 49,29        | 50,70        |
| Buzău                                 | 58,05%    | 43,93        | 56,06        |
| Caraș-Severin                         | 55,06%    | 52,18        | 47,81        |
| Călărași                              | 56,55%    | 47,44        | 52,55        |
| Cluj                                  | 58,35%    | 62,77        | 37,22        |
| Costanza                              | 61,15%    | 53,63        | 46,36        |
| Covasna                               | 37,50%    | 59,78        | 40,21        |
| Dâmbovița                             | 66,76%    | 51,19        | 48,80        |
| Dolj                                  | 62,70%    | 43,50        | 56,49        |
| Galați                                | 55,68%    | 47,89        | 52,10        |
| Giurgiu                               | 65,44%    | 45,02        | 54,97        |
| Gorj                                  | 61,91%    | 45,48        | 54,51        |
| Harghita                              | 36,13%    | 56,43        | 43,56        |
| Hunedoara                             | 58,23%    | 40,17        | 59,82        |
| Ialomița                              | 54,85%    | 44,14        | 55,85        |
| Iași                                  | 55,04%    | 44,07        | 55,92        |
| Ilfov                                 | 71,52%    | 52,66        | 47,33        |
| Maramureș                             | 51,46%    | 56,31        | 43,68        |
| Mehedinți                             | 65,08%    | 46,80        | 53,19        |
| Mureș                                 | 50,40%    | 51,20        | 48,79        |
| Neamț                                 | 55,14%    | 48,42        | 51,57        |
| Olt                                   | 65,31%    | 42,48        | 57,51        |
| Prahova                               | 62,19%    | 53,43        | 46,56        |
| Satu Mare                             | 45,10%    | 51,97        | 48,02        |
| Sălaj                                 | 57,21%    | 47,22        | 52,77        |
| Sibiu                                 | 57,86%    | 61,08        | 38,91        |
| Suceava                               | 56,51%    | 54,19        | 45,80        |
| Teleorman                             | 66,64%    | 41,20        | 58,79        |
| Timiș                                 | 56,94%    | 59,48        | 40,51        |
| Tulcea                                | 52,78%    | 59,19        | 40,80        |
| Vaslui                                | 51,28%    | 40,00        | 59,99        |
| Vâlcea                                | 62,34%    | 42,95        | 57,04        |
| Vrancea                               | 56,24%    | 44,94        | 55,05        |
| Estero                                | -         | 78,86        | 21,13        |
| Fonte: Autorità Elettorale Permanente |           |              |              |

## Conseguenze
La coalizione tra i partiti di opposizione non riuscì a veicolare un messaggio diverso dalla semplice avversità a Băsescu e non attrasse la maggioranza dell'elettorato. Il capo di Stato uscente, invece, sfruttò a proprio favore la posizione di solo contro tutti, ottenendo l'elezione, seppur con uno scarto minimo.
Lo spoglio dei voti della sezione estero, in cui ottenne il 79%, realizzato dopo quello delle circoscrizioni in Romania, risultò decisivo per la rielezione di Băsescu, che grazie a questi riuscì a sorpassare l'avversario. Băsescu poté compensare lo scarno risultato ottenuto a Bucarest grazie all'affermazione in altre parti del paese. Tra le aree in cui ottenne un successo considerevole vi furono quelle di Maramureș, Harghita e Covasna, dove riuscì a capitalizzare il voto degli elettori dell'UDMR, partito che sosteneva Geoană ed era tradizionalmente maggioritario in quelle regioni.

### Ricorso alla Corte costituzionale
I partiti d'opposizione non riconobbero la validità del voto del 6 dicembre. I rappresentanti di PNL, PSD e PRM in seno all'Ufficio elettorale centrale (Mihai Bălășescu, Șerban Nicolae e Dan Zamfirescu) rifiutarono di firmare il verbale redatto dall'istituzione, reclamando una frode elettorale da parte del PDL.
Il segretario generale del PSD Liviu Dragnea il 7 dicembre denunciò l'esistenza di un alto numero di schede annullate, di modifiche al protocollo per la votazione e di un massiccio turismo elettorale. L'8 dicembre il partito presentò alla Corte costituzionale un esposto in cui chiedeva la ripetizione del ballottaggio e l'11 dicembre si rivolse alla Corte d'appello di Bucarest sollecitando l'annullamento del verbale dell'Ufficio elettorale centrale. Gli osservatori dell'Organizzazione per la sicurezza e la cooperazione in Europa invocarono una verifica urgente sulle frodi lamentate dall'opposizione, ma dichiararono che le elezioni si erano svolte in concordanza con le linee indicate dall'OSCE
L'11 dicembre la Corte costituzionale dispose il riconteggio dei circa 138.000 voti annullati. Il 14 dicembre l'Ufficio elettorale centrale ultimò le operazioni (rivalidando 2.247 schede considerate nulle) e trasmise i dati alla Corte costituzionale. Dei 2.247 voti inizialmente nulli, 1.260 erano per Băsescu e 987 per Geoană. Il riconteggio rafforzò di fatto il vantaggio del presidente uscente. Respingendo il ricorso del PSD, nella sera del 14 dicembre i giudici riconobbero la rielezione di Băsescu, che due giorni più tardi prestò giuramento per il suo secondo mandato alla presidenza.
Nel corso della cerimonia di investitura il capo di Stato dichiarò:
(Traian Băsescu, 16 dicembre 2009)

### Nuovo governo
La rielezione di Băsescu mutò anche lo scenario politico per la formazione di un governo titolare. Il 17 dicembre il capo di Stato designò quale primo ministro nuovamente Emil Boc, che il 23 dicembre riuscì ad ottenere il voto di fiducia delle camere per un gabinetto composto da PDL, UDMR e una serie di parlamentari indipendenti che nel corso dell'anno avevano abbandonato il PSD e il PNL.
Il 21 dicembre Băsescu si rivolse al parlamento affermando che la priorità fondamentale del suo mandato sarebbe stata la modernizzazione della Romania e chiamò tutte le forze politiche ad un maggior senso di responsabilità.